# Medinilla calelanensis
Medinilla calelanensis är en tvåhjärtbladig växtart som beskrevs av Adolph Daniel Edward Elmer. Medinilla calelanensis ingår i släktet Medinilla och familjen Melastomataceae. Inga underarter finns listade i Catalogue of Life.